# Olympische Sommerspiele 1996/Teilnehmer (Island)
| Gelbes Symbol für Goldmedaillen mit stilisierten Olympischen Ringen | Graues Symbol für Silbermedaillen mit stilisierten Olympischen Ringen | Braundes Symbol für Bronzemedaillen mit stilisierten Olympischen Ringen |
| ------------------------------------------------------------------- | --------------------------------------------------------------------- | ----------------------------------------------------------------------- |
| —                                                                   | —                                                                     | —                                                                       |

Island nahm bei den Olympischen Sommerspielen 1996 in der US-amerikanischen Metropole Atlanta mit neun Sportlern, vier Frauen und fünf Männern, in fünfzehn Wettbewerben in fünf Sportarten teil.
Seit 1912 war es die 15. Teilnahme Islands bei Olympischen Sommerspielen.

## Flaggenträger
Der Leichtathlet Jón Arnar Magnússon trug die Flagge Islands während der Eröffnungsfeier am 19. Juli im Centennial Olympic Stadium.

## Teilnehmer
Jüngste Teilnehmerin Islands war die Schwimmerin Eydís Konráðsdóttir mit 18 Jahren und 158 Tage, ältester Teilnehmer der Leichtathlet Vésteinn Hafsteinsson mit 35 Jahren und 230 Tagen.
| Name                  | Alter | Geschlecht | Sportart       | Resultat/e |
| --------------------- | ----- | ---------- | -------------- | --- |
| Rúnar Alexandersson   | 19    | männlich   | Turnen         | Platz 68 in der Einzelmehrkampf-Qualifikation Platz 79 in der Boden-Qualifikation Platz 89 in der Pferdsprung-Qualifikation Platz 92 in der Barren-Qualifikation Platz 95 in der Reck-Qualifikation Platz 88 in der Ringe-Qualifikation Platz 75 in der Seitpferd-Qualifikation |
| Guðrún Arnardóttir    | 24    | weiblich   | Leichtathletik | Platz 6 im zweiten Halbfinale über 400 Meter Hürden |
| Vernharð Þorleifsson  | 22    | männlich   | Judo           | Platz 13 im Halb-Schwergewicht |
| Vésteinn Hafsteinsson | 35    | männlich   | Leichtathletik | Platz 32 in der Diskuswurf-Qualifikation |
| Eydís Konráðsdóttir   | 18    | weiblich   | Schwimmen      | Platz 29 über 100 Meter Schmetterling |
| Logi Jes Kristjánsson | 24    | männlich   | Schwimmen      | Platz 40 über 100 Meter Rücken |
| Jón Arnar Magnússon   | 26    | männlich   | Leichtathletik | Platz 12 im Zehnkampf |
| Elsa Nielsen          | 22    | weiblich   | Badminton      | Platz 33 im Einzel |
| Elín Sigurðardóttir   | 23    | weiblich   | Schwimmen      | Platz 37 über 50 Meter Freistil |